# Приоритетная пешеходная зона
Приоритетная пешеходная зона — термин для обозначения области, в которой передвигаются и пешеходы, и автомобили одновременно. Правила приоритетной пешеходной зоны:
- ограничение скорости до 20 км/ч
- водители уступают дорогу пешеходам
- парковка автомобиля а специально отведенных местах

Примеры городов, в которых действуют приоритетные пешеходные зоны:
Бургдорф(Burgdorf) — небольшой город в центре Швейцарии. Здесь в 1996 году, в качестве эксперимента, была создана первая приоритетная пешеходная зона.
Биль (Biel) — город в Швейцарии, жители которого говорят на трех языках (швейцарский, немецкий, французский). На центральной площади города создана приоритетная пешеходная зона. Эта зона дала преимущество пешеходам и велосипедистам и вызвала недовольство представителей общественного транспорта из-за ограничения скорости и отставания от расписания. Однако, пешеходы стали внимательней относиться к общественному транспорту и проблема решилась сама собой.
Санкт-Галлен (Saint-Gall) — крупный город в Швейцарии. Здесь приоритетная пешеходная зона занимает целый квартал. Она покрыта красным резиновым ковром и выглядит как комната отдыха со столами и удобными диванами). В ней действуют те же правила: ограничение скорости, парковка автомобиля только в специально отведенном месте, водители уступают дорогу пешеходам. Приоритетная пешеходная зона была организована в 2005 году и с этого времени город стал символизировать гармонию и атмосферу современного дизайна транспортного движения.